# 斯特拉科尼采

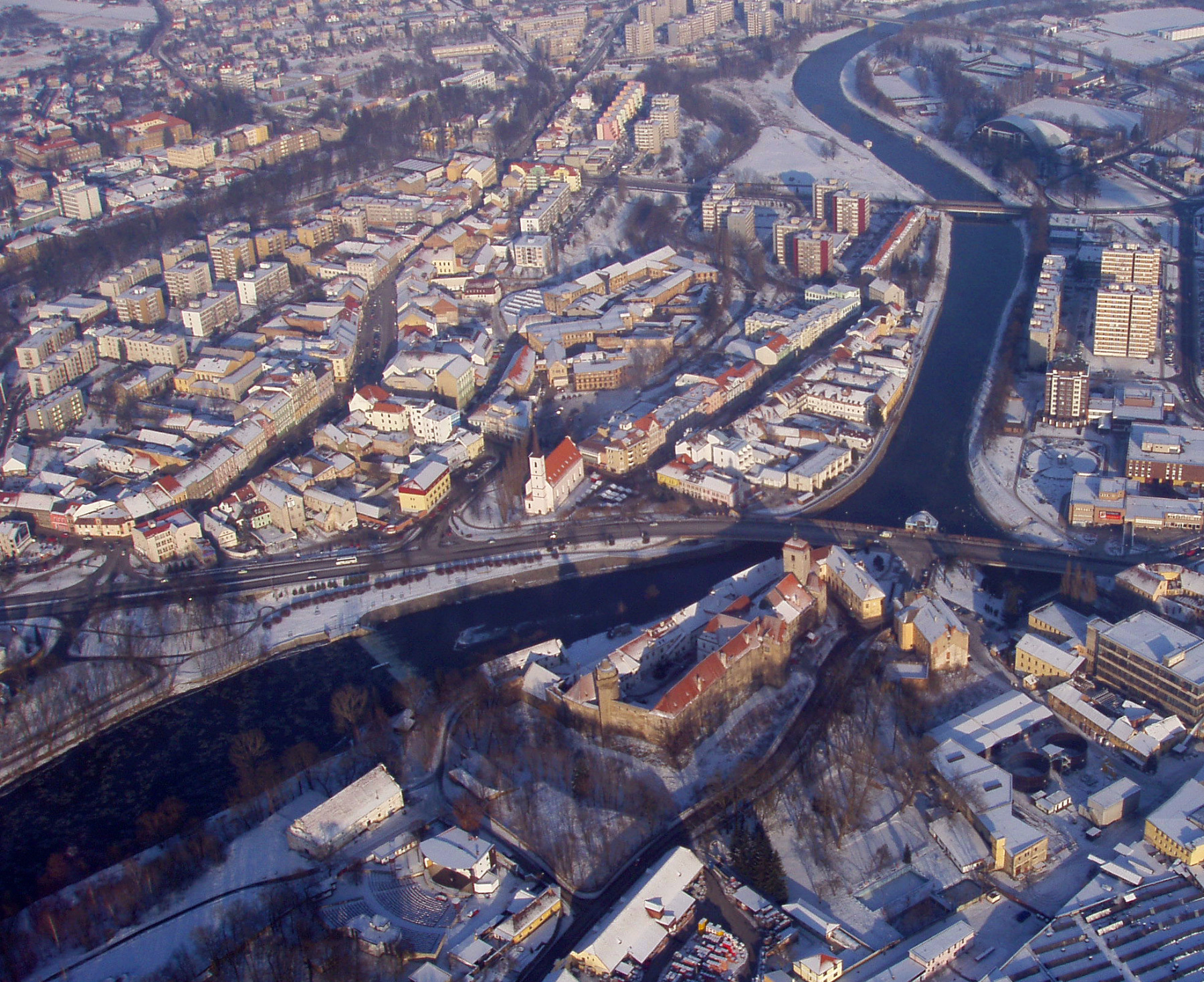

斯特拉科尼采是捷克的城鎮，位於該國西南部，由南波希米亞州負責管轄，面積34.67平方公里，海拔高度393米，鎮上的城堡建於十二世紀晚期，2006年人口23,923。

## 外部連結
- Official website (in Czech,German,English)
- Region of Strakonice (in English) （页面存档备份，存于）
- Map: location of Strakonice in Czech Republic and Europe
- Unofficial website of the city (in Czech) （页面存档备份，存于）
- Detailed city history (in Czech)
- City history (in English)